# Didymosphaeriaceae
Didymosphaeriaceae Munk – rodzina grzybów z klasy Dothideomycetes.

## Systematyka
Pozycja w klasyfikacji według Index Fungorum: Massarinaceae, Pleosporales, Pleosporomycetidae, Dothideomycetes, Pezizomycotina, Ascomycota, Fungi.
Takson utworzył Anders Munk w 1953 r. Według aktualizowanej klasyfikacji Index Fungorum bazującej na Dictionary of the Fungi do rodziny tej należą liczne rodzaje. Niektóre z nich:
- Cytoplea Bizz. & Sacc. 1885
- Dictyoarthrinium S. Hughes 1952
- Didymosphaeria Fuckel 1870
- Paraphaeosphaeria O.E. Erikss. 1967

Nazwy naukowe na podstawie Index Fungorum.